# Nodaria turpalis
Nodaria turpalis är en fjärilsart som beskrevs av Paul Mabille 1900. Nodaria turpalis ingår i släktet Nodaria och familjen nattflyn. Inga underarter finns listade i Catalogue of Life.